# Shō Toku
Shō Toku (尚徳 (Thượng Đức)  1441-1469) là vị vua thứ 7 của vương quốc Lưu Cầu, trị vì từ năm 1460 đến năm 1469. Shō Toku là con trai của vua Shō Taikyū, thần hiệu là Bát Phiên Án Ti, hựu xưng Thế Cao Vương. Shō Toku là vị vua cuối cùng của nhà Shō I. Trong giai đoạn này, Lưu Cầu đã chinh phục các đảo Kikai, quần đảo Kerama, đảo Kume, đưa chúng nằm dưới quyền lực của các án ti.
Shō Toku là vương tử thứ ba của Shō Taikyū. Sau khi phụ vương qua đời, Shō Toku đã phái sứ thần sang nhà Minh thông báo việc vua cha li thế và đồng thời thỉnh cầu ban sắc phong cho mình là người kế vị. Shō Toku từng cử sứ giả sang Malacca để khai thông mậu dịch, mở rộng thị trường giao thương của Lưu Cầu. Theo hướng bắc đến Triều Tiên và Nhật Bản, nam đến Malacca và Ayuthaya, và đặc biệt là Trung Quốc, điều này đã hình thành nên một thời đại giao dịch của vương quốc.
Năm 1466, Shō Toku mang theo 2000 binh viễn chinh đến đảo Kikai, mở rộng lãnh thổ của vương quốc. Đồng thời, Lưu Cầu cũng cử sứ tiết đến Tướng Quân Ashikaga Yoshimasa ở Nhật Bản, đồng thời, tặng anh vũ và khổng tước cho Triều Tiên.
Năm 1469, Shō Toku đột nhiên tử vong khi mới 29 tuổi. Sử sách của Lưu Cầu không đề cập đến lý do tử vong, còn George H. Kerr đặt nghi vẫn rằng ông bị mưu sát hoặc chết trong một cuộc biến loạn.
Việc ông qua đời đã kéo theo nội loạn, vương triều Shō I bị diệt vong. Kanamaru sau đó đã lên ngôi và lập ra triều đại Shō II.